# Omer Létourneau

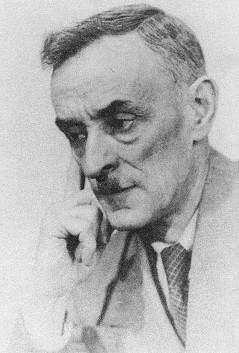
Foto suya

Omer Létourneau (13 de marzo de 1891 – 14 de agosto de 1983) fue un pianista, organista, compositor y director de orquesta canadiense, nacido en Quebec.
Alumno de Joseph-Arthur Bernier, Létourneau ganó el Prix d'Europe en 1913. En 1917 dirigió la producción de L'Accordée de villageen el auditorio de la ciudad de Quebec, con las actuaciones de cantantes de la talla de Joseph Fournier de Belleval.Su mujer era hermana de la también notable pianista Clotilde Coulombe, quien ganó el Prix d'Europe en su primera edición, dos años antes que Omer. Uno de sus discípulos más notables fue Edwin Bélanger.